# Carrick Roads
Koordinaten: 50° 9′ 12″ N, 5° 2′ 8″ W
Die Carrick Roads ist eine langgestreckte Meeresbucht in Cornwall. Die Bucht erstreckt sich als Mündungstrichter des Flusses Fal zwischen Truro und Falmouth.
Die Carrick Roads entstanden nach der letzten Eiszeit, als ein tief eingeschnittenes Tal durch den ansteigenden Meeresspiegel überflutet wurde. Die Bucht bildet einen großen Naturhafen und ist zwischen Falmouth und Truro schiffbar. Der Hafen von Falmouth und die Carricks Roads sind der drittgrößte Naturhafen der Welt.
Die Wasserstraße wird von der historischen Rollfähre King Harry Ferry gekreuzt. Sie verbindet als Autofähre die Ortschaften Feock und Philleigh.

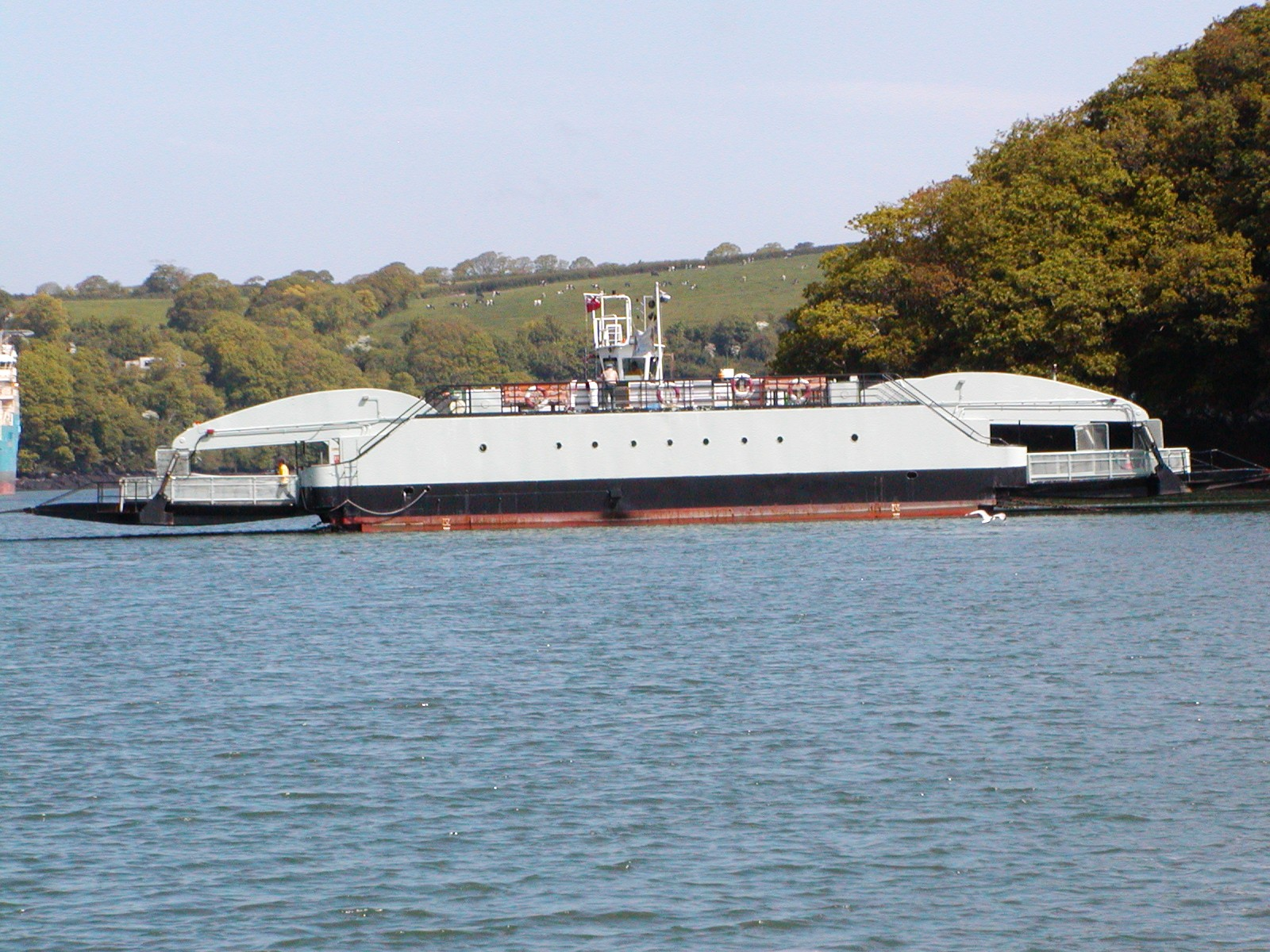
King Harry Ferry zwischen Trelissick und Roseland
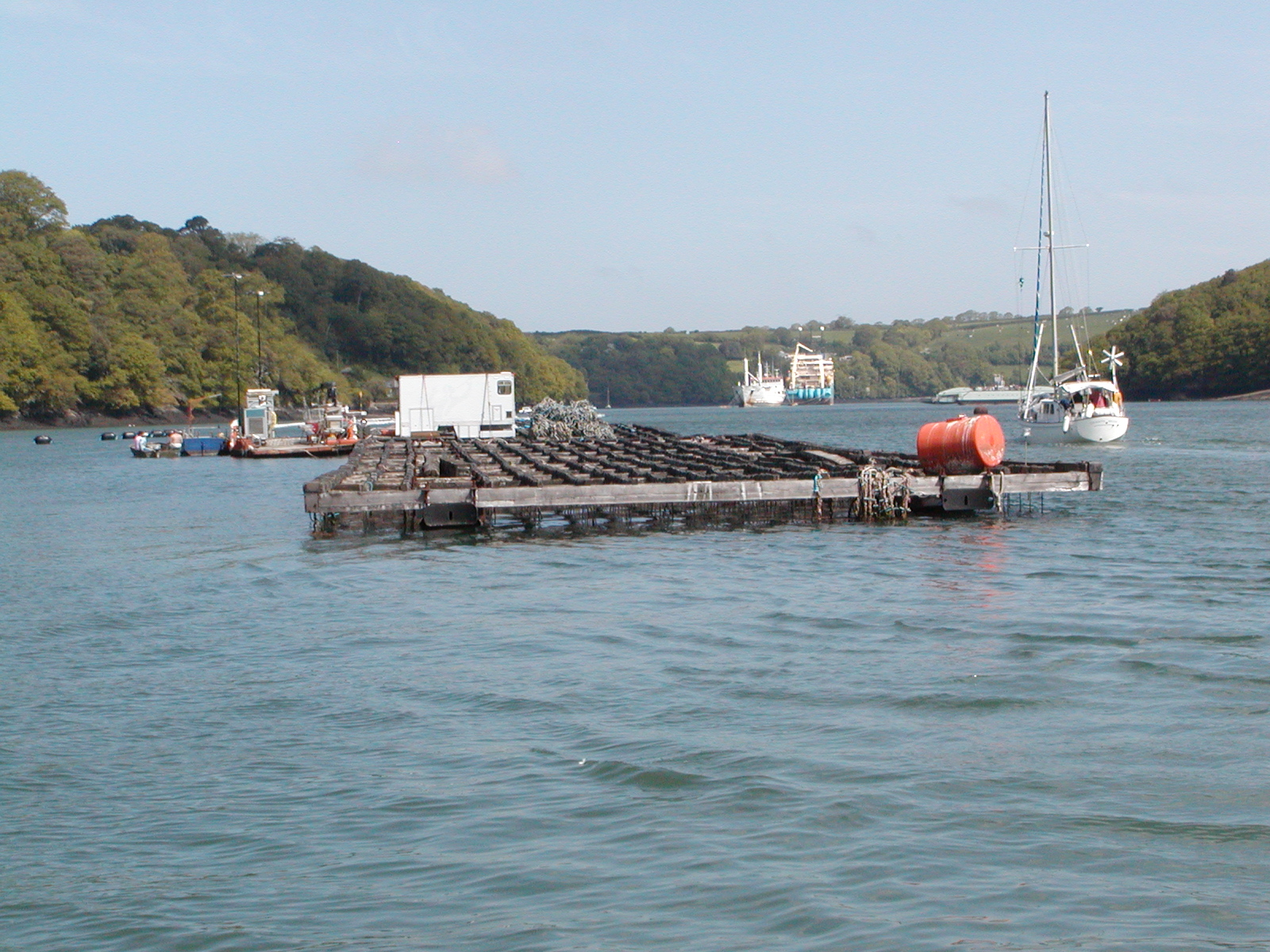
Carrick Roads bei Trelissick

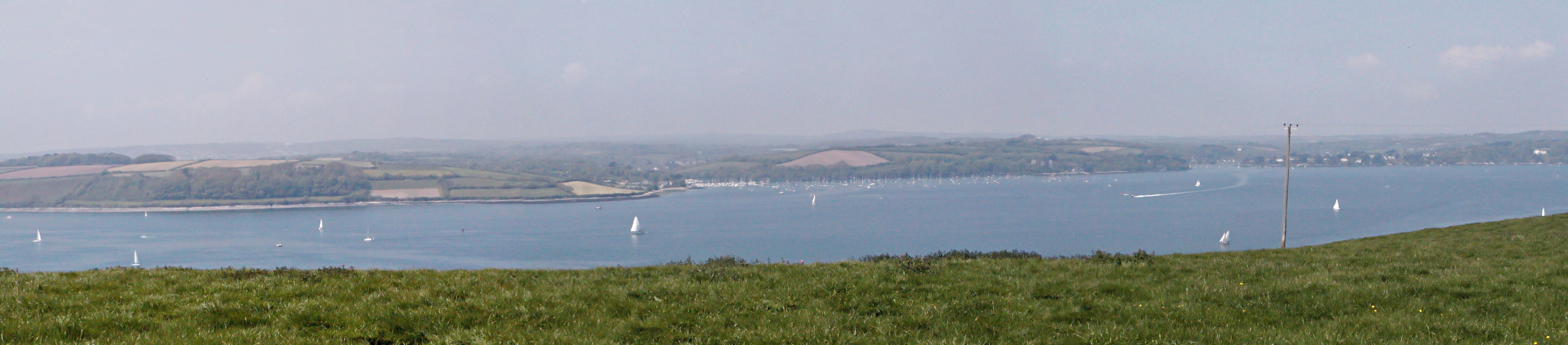
Blick auf die Carrick Roads von der Halbinsel Roseland